# Cylista lacerata
Cylista lacerata (synoniem: Sagartiogeton laceratus) is een zeeanemonensoort uit de familie Sagartiidae. De wetenschappelijka naam van de soort werd als Actinia lacerata in 1848 gepubliceerd door John Graham Dalyell.

## Beschrijving
In algemene vorm en patroon lijkt deze zeeanemoon op de weduweroos (C. undatus). De basis is meestal erg onregelmatig van vorm als gevolg van reproductie door basale snijwonden. De kolom heeft soms een dunne cuticula van verhard slijm. Grootte tot 30 mm over de basis en 60 mm hoog, maar meestal veel minder. Kleur vergelijkbaar met, maar meestal helderder dan de weduweroos, meestal met oranje op de mondschijf en scherper gedefinieerd patroon met donkere markeringen aan de basis van de sierlijke tentakels.

## Verspreiding
Cylista lacerata is frequent aanwezig aan alle kusten van Groot-Brittannië en West-Europa. Leefgebied is uitsluitend sublitoraal. Meestal op schelpen (Turritella spp.), wormbuizen of andere organische substraten, maar ook af en toe op stenen of gesteente. Het kan voorkomen in kleine groepen gevormd uit één individu vanwege de basale scheuring. Soms begraven in modder of zand.